# Homonoia
Homonoia es un género de plantas con flores perteneciente a la familia Euphorbiaceae comprendiendo 7 especies. Una de ellas (H. retusa) se encuentra en India central, otra (H. riparia) se extiende desde la India a China, Taiwán y a través de Malasia a Nueva Guinea. Se encuentran agrupadas en la riveras de los arroyos.

## Taxonomía
El género fue descrito por João de Loureiro y publicado en Flora Cochinchinensis 601, 636. 1790. La especie tipo es: Homonoia riparia

## Especies aceptadas
A continuación se brinda un listado de las especies del género Homonoia aceptadas hasta marzo de 2014, ordenadas alfabéticamente. Para cada una se indica el nombre binomial seguido del autor, abreviado según las convenciones y usos.
- Homonoia intermedia Haines
- Homonoia retusa 	(Graham ex Wight) Müll.Arg.
- Homonoia riparia Lour.